# Le Ployron
Le Ployron är en kommun i departementet Oise i regionen Hauts-de-France i norra Frankrike. Kommunen ligger i kantonen Maignelay-Montigny som tillhör arrondissementet Clermont. År 2022 hade Le Ployron 112 invånare.

## Befolkningsutveckling
Antalet invånare i kommunen Le Ployron
| Referens: INSEE |